# El Fraile (Arona)

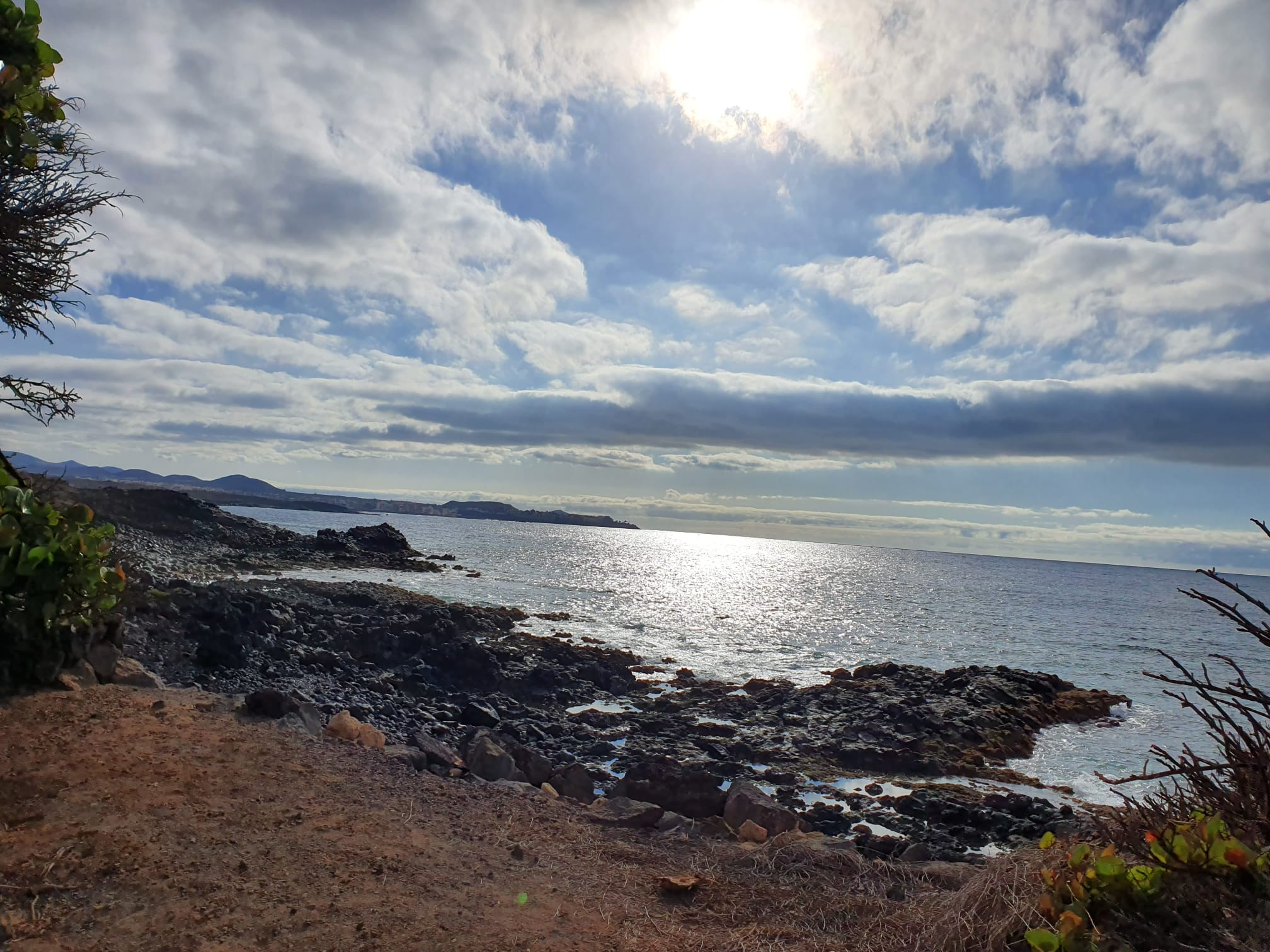
Imagen de las afueras del Fraile

El Fraile es una de las entidades de población que conforman el municipio de Arona, en la isla de Tenerife —Canarias, España—.

## Características
Se trata de una de las entidades costeras del municipio, hallándose rodeado por la localidad de Las Galletas excepto por su franja litoral. Se encuentra a aproximadamente 15 kilómetros de la capital municipal y a una altitud media de 20 m s. n. m.

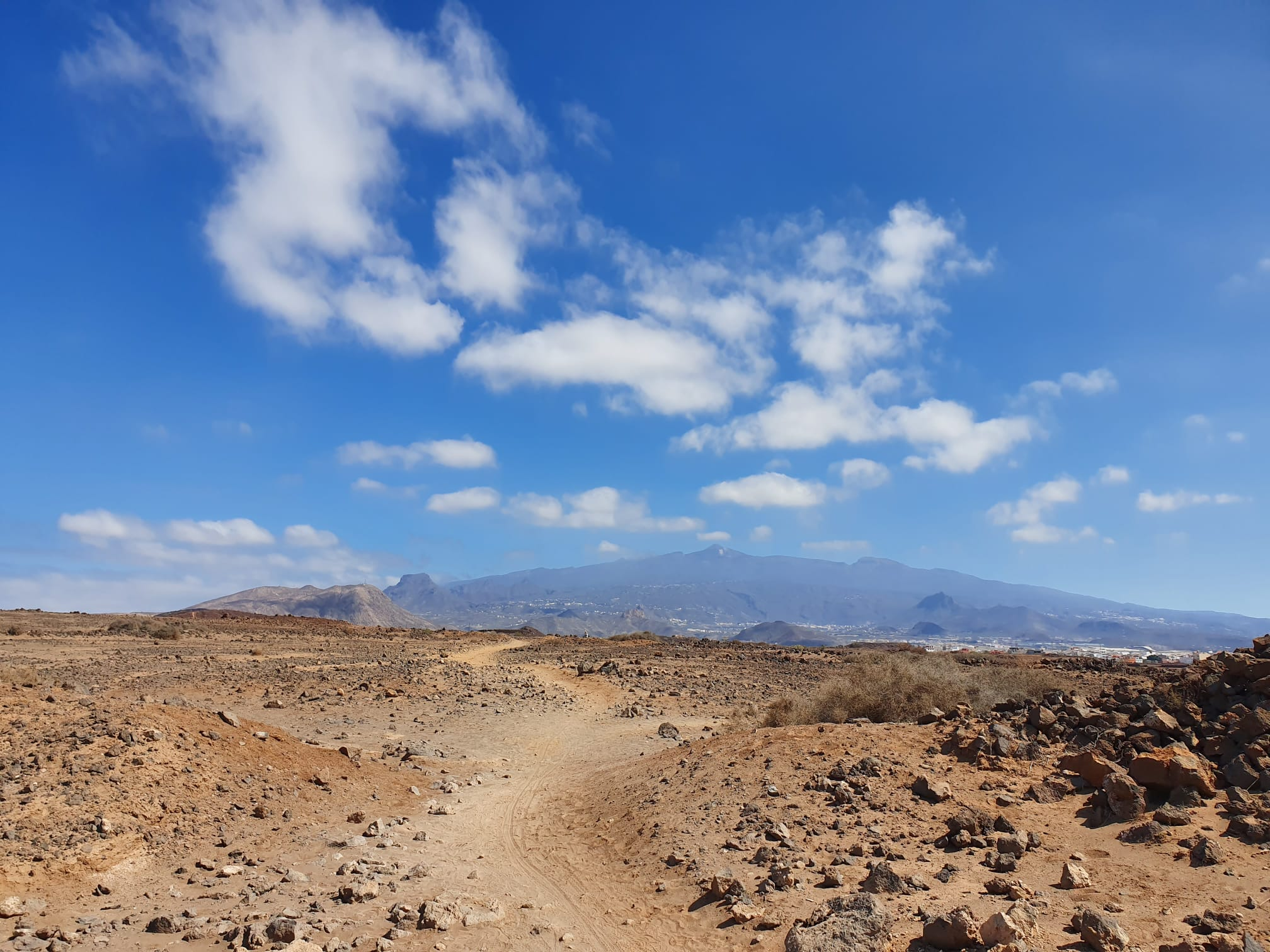
Reserva natural especial del Malpaís de la Rasca al lado del Fraile

La entidad está formada por los núcleos poblacionales de La Estrella del Sur, Finca La Estrella y El Fraile.
Cuenta con el Centro de Educación Infantil y Primaria El Fraile, con el Centro Cívico-Cultural Villa Isabel, una Casa de la Juventud, la Escuela Municipal de Ajedrez, centro de salud, un centro infantil municipal, la iglesia católica de Santa Isabel de Portugal, mezquita, varias iglesias protestantes ―Adventista del Séptimo Día, Cristiana Evangélica y Evangelista la Luz del Mundo—, los campos municipales de fútbol Dionisio González y Villa Isabel, un pabellón municipal de deportes, plazas y parques públicos, gasolinera, varios parques infantiles, farmacias, numerosos comercios, así como bares, restaurantes, locutorios, supermercados, librerías, cafeterías, etc.

## Demografía
| Año        | 2000 | 2001 | 2002 | 2003 | 2004 | 2005 | 2006 | 2007 | 2008 | 2009 | 2010 | 2011 | 2012 | 2013 | 2014 |
| ---------- | ---- | ---- | ---- | ---- | ---- | ---- | ---- | ---- | ---- | ---- | ---- | ---- | ---- | ---- | ---- |
| Habitantes | 3947 | 4519 | 5592 | 6189 | 6492 | 7249 | 7416 | 7446 | 7520 | 7732 | 7702 | 7735 | 7916 | 8148 | 8220 |

## Patrimonio
El Fraile alberga un yacimiento paleontológico caracterizado por una matriz de algas calcáreas fuertemente cementada, con restos de caparazones de moluscos marinos propios de aguas cálidas. Fue declarado Bien de Interés Cultural en 2007 como Zona Paleontológica Punta Negra.

## Fiestas
En El Fraile se celebran fiestas patronales en honor a Santa Isabel de Portugal en el mes de julio, desarrollándose actos religiosos y populares. Destaca la realización de una romería con carrozas engalanadas por las calles de la localidad.
Rezo interreligioso, primer sábado después del 30 de enero (día de la paz).

## Comunicaciones
Se accede principalmente a través la carretera general TF-66 de Valle de San Lorenzo a Las Galletas.

### Transporte público

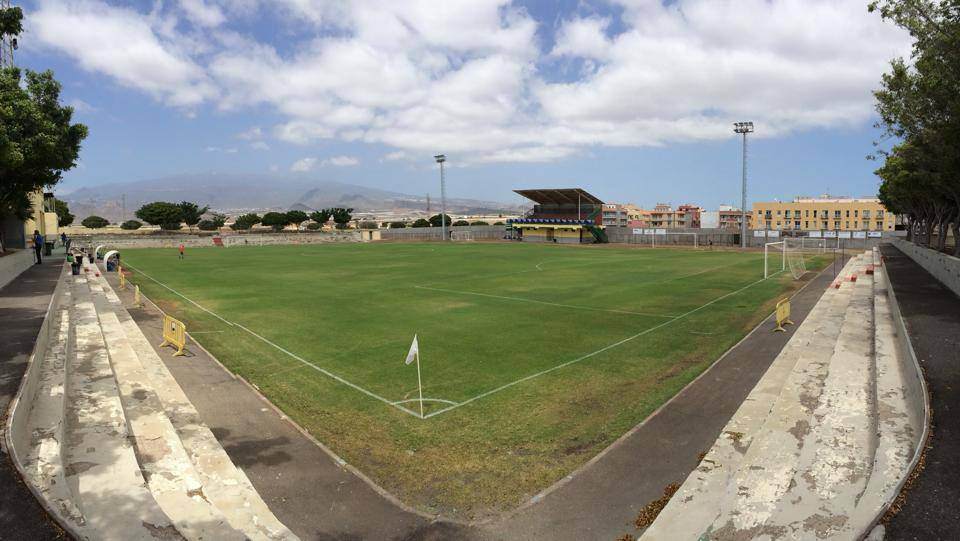
Estadio Villa Isabel

Cuenta con parada de taxis en la Carretera General Guaza-Las Galletas TF-66.
En autobús —guagua— queda conectado mediante las siguientes líneas de TITSA:
| Línea | Trayecto                                               | Recorrido |
| ----- | ------------------------------------------------------ | --- |
| 112   | Sta. Cruz - Arona (por Costa del Silencio)             | Horario/Línea (enlace roto disponible en Internet Archive; véase el historial, la primera versión y la última). |
| 115   | Sta. Cruz - Las Galletas - Costa del Silencio          | Horario/Línea (enlace roto disponible en Internet Archive; véase el historial, la primera versión y la última). |
| 467   | Costa Adeje - Las Galletas (por Los Cristianos)        | Horario/Línea                                                                                                   |
| 468   | Costa Adeje - Las Galletas (por Los Cristianos)        | Horario/Línea                                                                                                   |
| 470   | Parque de la Reina - Las Galletas - Parque de la Reina | Horario/Línea                                                                                                   |
| 484   | Granadilla - El Fraile                                 | Horario/Línea                                                                                                   |

## Lugares de interés
- Playa de Los Enojados o de Las Burras
- Iglesia parroquial santa Isabel de Portugal